# Południk Struvego

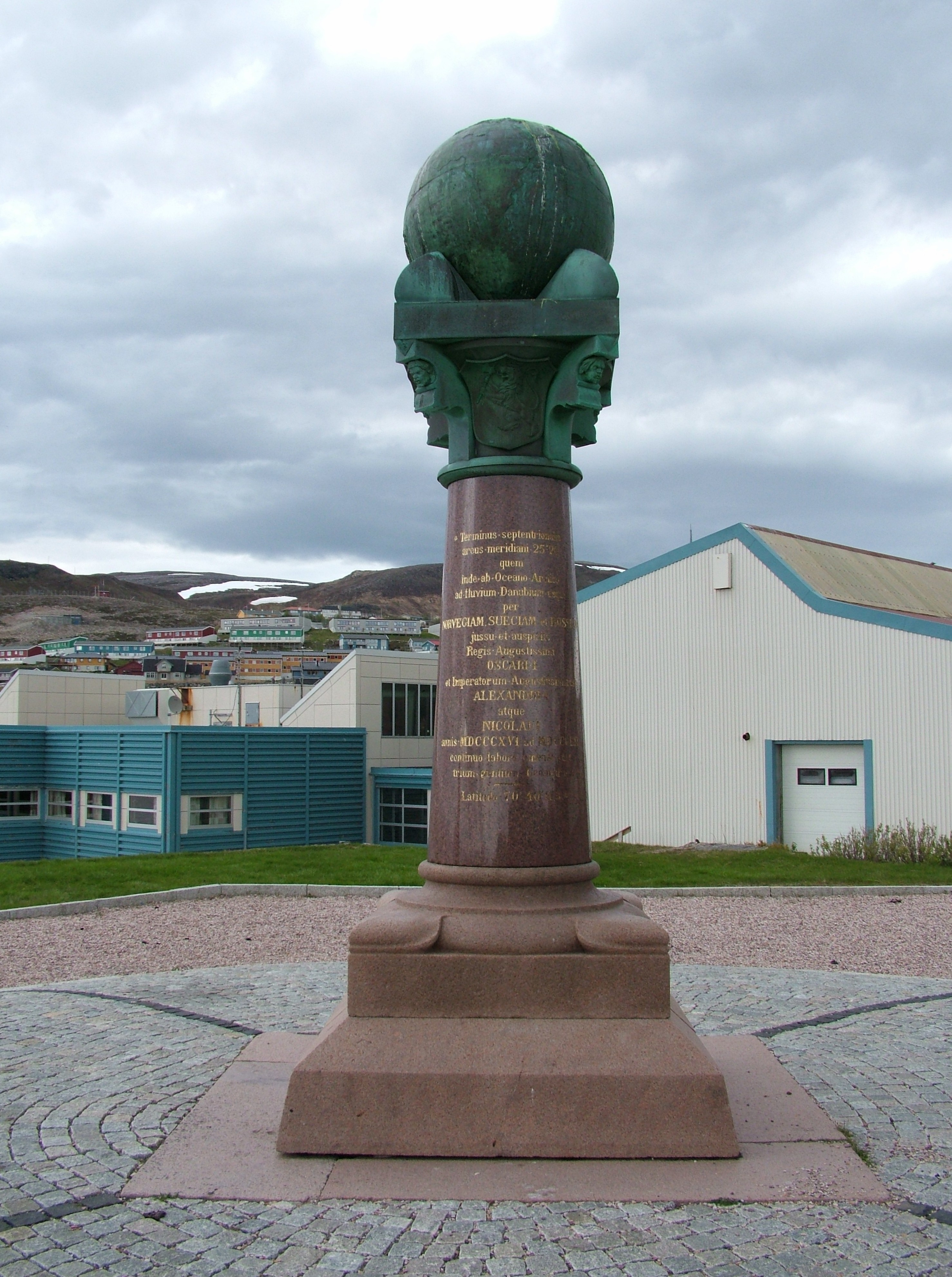
Obelisk w Hammerfest

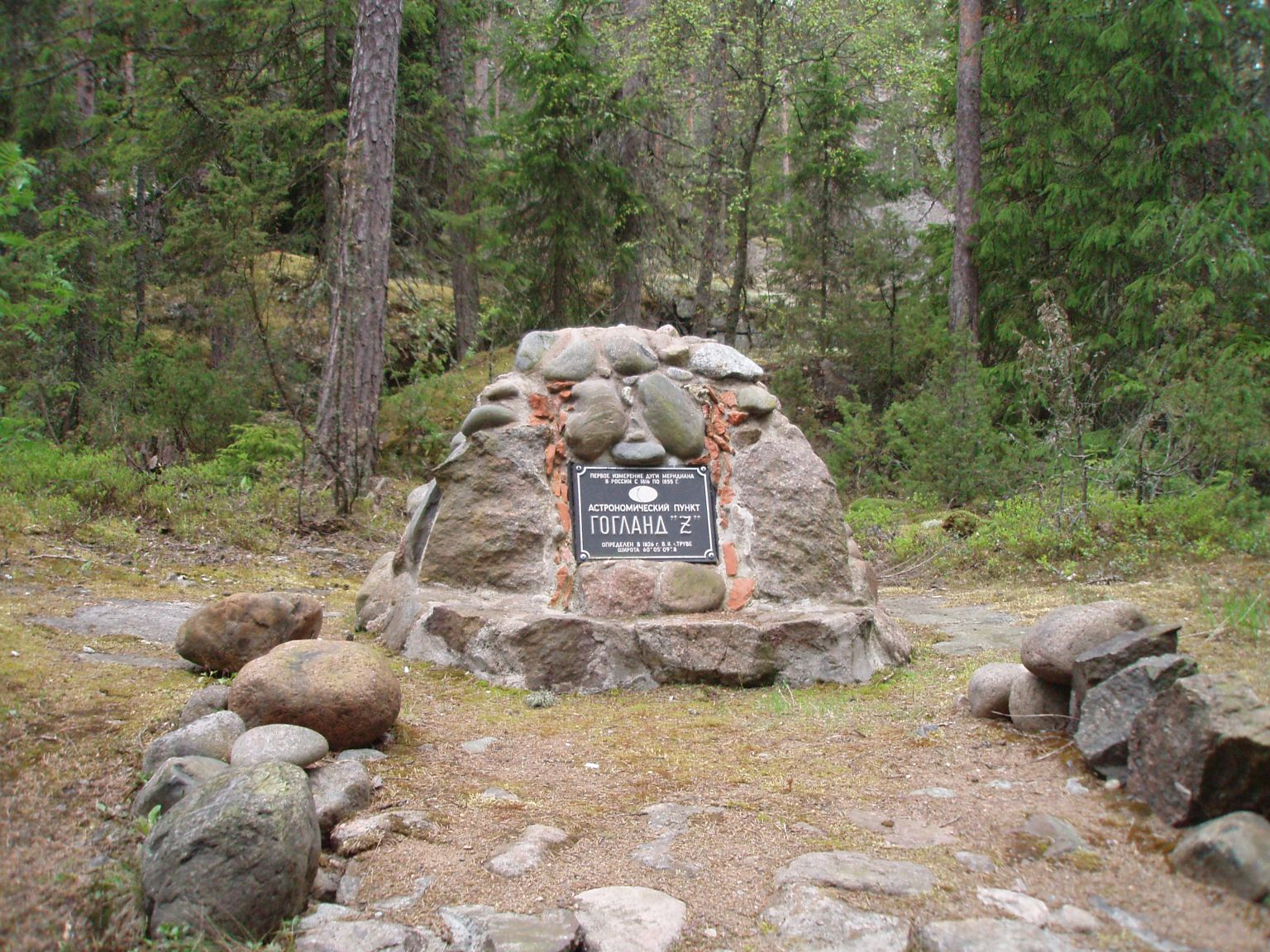
Punkt triangulacyjny na wyspie Gogland

Południk Struvego (26°43′12.61″E – długość obserwatorium w Tartu) – sieć triangulacyjnych punktów pomiarowych, ciągnąca się od Fuglenes na przedmieściach Hammerfest na Przylądku Północnym (70°40′11″N, 23°38′48″) do Starej Nekrasiwki niedaleko Izmaiłu nad Morzem Czarnym (45°20′48″N, 28°55′48″E).
Południk Struvego rozciąga się na długości 2821, 833 km i przebiega aktualnie (2011) przez terytorium dziesięciu państw: Norwegię, Szwecję, Finlandię, Rosję, Estonię, Łotwę, Litwę, Białoruś, Mołdawię i Ukrainę. Składa się z 265 głównych punktów pomiarowych, tworzących 258 trójkątów triangulacyjnych, oraz 60 punktów dodatkowych.
Został założony w latach 1816–1852 na terenie ówczesnego Zjednoczonego Królestwa Szwecji i Norwegii oraz Imperium Rosyjskiego, pod nadzorem rosyjskiego naukowca Friedricha Georga Wilhelma von Struvego i rosyjskiego oficera Carla F. Tennera. Służył do określenia (pomiaru) dokładnego kształtu i rozmiarów Ziemi. Pierwszy założony punkt znajduje się w obserwatorium w Tartu na terenie dzisiejszej Estonii.
W 2005 roku Południk Struvego został wpisany na listę światowego dziedzictwa UNESCO. Na liście znalazły się 34 oryginalne punkty pomiarowe:
- Norwegia:
  - Fuglenes (70°40′12″N, 23°39′48″E, Hammerfest)
  - Lille-Reipas (69°56′19″N, 23°21′37″E, Unna Ráipásaš; Alta)
  - Lodiken (69°39′52″N, 23°36′08″E, Luvdiidcohkka; Kautokeino)
  - Baelljasvarri (69°01′43″N, 23°18′19″E, Bealjášvárri; Kautokeino)
- Szwecja:
  - Tynnyrilaki (68°15′18″N, 22°58′59″E, Kiruna)
  - Jupukka (67°16′36″N, 23°14′35″E, Pajala)
  - Pullinki (66°38′47″N, 23°46′55″E, Övertorneå)
  - Perävaara (66°01′05″N, 23°55′21″E, Haparanda)
- Finlandia:
  - Stuor-Oivi (68°40′57″N, 22°44′45″E, Enontekiö)
  - Aavasaksa (66°23′52″N, 23°43′31″E, Ylitornio)
  - Kościół w Alatornio (65°49′48″N, 24°09′26″E, Tornio)
  - Oravivuori (61°55′36″N, 25°32′01″E, Korpilahti)
  - Tornikallio (60°42′17″N, 26°00′12″E, Lapinjärvi)
  - Mustaviiri (60°16′35″N, 26°36′12″E, Pyhtää)
- Rosja:
  - Mäki-päälys (60°04′27″N, 26°58′11″E, Gogland)
  - Gogland (60°05′07″N, 26°57′40″E)
- Estonia:
  - Woibifer (59°03′28″N, 26°20′16″E, Võivere, Avanduse)
  - Katko (59°02′54″N, 26°24′51″E, Simuna, Avanduse)
  - Obserwatorium w Tartu (58°22′44″N, 26°43′12″E)
- Łotwa:
  - Sestu-Kalns (56°50′24″N, 25°38′12″E, Sausnēja)
  - Jacobstadt (56°30′05″N, 25°51′24″E, Jēkabpils)
- Litwa:
  - Kariszki (55°54′09″N, 25°26′12″E, Gireišiai, Poniemunek)
  - Mieszkańce (54°55′51″N, 25°19′00″E, Meškonys, Niemenczyn)
  - Brzeźniaki (54°38′04″N, 25°25′45″E, Paliepiukai, Niemież)
- Białoruś:
  - Ciupiszki (54°17′30″N, 26°02′43″E, Oszmiana)
  - Łopaty (53°33′38″N, 24°52′11″E, rejon szczuczynski)
  - Osownica (52°17′22″N, 25°38′58″E, rejon janowski)
  - Szczekock (52°12′28″N, 25°33′23″E, rejon janowski)
  - Laskowicze (52°09′39″N, 25°34′17″E, rejon janowski)
- Ukraina
  - Krupa (50°41′03″N, 25°24′45″E, Krupa)
  - Kateriniwka (49°33′57″N, 26°45′22″E, Antoniwka)
  - Felsztyn (49°19′48″N, 26°40′55″E, Hwardijśke)
  - Baranówka (49°08′55″N, 26°59′30″E, Baranówka)
  - Stara Nekrasiwka (45°19′54″N, 28°55′41″E, Nekrasiwka)
- Mołdawia:
  - Rudi (48°19′08″N, 27°52′36″E, Rudi)